# Tomáš Krupčík
Tomáš Krupčík (* 8. Januar 1988 in Jablonec nad Nisou) ist ein ehemaliger tschechischer Biathlet.
Tomáš Krupčík vom FK Jablonec debütierte 2009 in Nové Město na Moravě im IBU-Cup und belegte in seinem ersten Sprint-Rennen den 78. Platz. Erste Punkte gewann er in der folgenden Saison in Obertilliach bei einem 36. Platz in einem Sprint. In Otepää nahm er im Rahmen der Biathlon-Europameisterschaften 2008 an seinem ersten Großereignis teil. Im Einzel lief er auf den 31. Platz, wurde 39. des Sprints und 41. der Verfolgung und kam an der Seite von Vít Jánov, Ondřej Exler und Vlastimil Vávra auf den 14. Platz. Nächste internationale Meisterschaft wurden die Sommerbiathlon-Weltmeisterschaften 2010 in Duszniki-Zdrój, wo er mit Lea Johanidesová, Jitka Landová und Tomáš Holubec als Schlussläufer der Staffel Elfter wurde. Auch bei den Biathlon-Europameisterschaften 2011 in Ridnaun konnte Krupčík teilnehmen und 18. des Einzels, 60. des Sprints und mit Lukáš Kristejn, Vít Jánov und Ondřej Exler Staffel-12. werden. Im Verfolgungsrennen wurde der Tscheche als überrundeter Läufer aus dem Rennen genommen.
Krupčík gab sein Weltcup-Debüt in der Saison 2012/13 beim Sprint in Östersund, welchen er als 85. beendete. Sein bislang bestes Weltcup-Resultat erzielte er mit einem 55. Platz in der Verfolgung von Oberhof. Mit der tschechischen Staffel konnte er in Hochfilzen gemeinsam mit Michal Šlesingr, Ondřej Moravec und Zdeněk Vítek den 5. Rang belegen. In der Saison 2013/14 erreichte er mit einem 38. Rang, wieder bei einem Sprintrennen in Östersund, erstmals die Punkteränge.

## Statistiken

### Weltcupplatzierungen
Die Tabelle zeigt alle Platzierungen (je nach Austragungsjahr einschließlich Olympische Spiele und Weltmeisterschaften).
- 1.–3. Platz: Anzahl der Podiumsplatzierungen
- Top 10: Anzahl der Platzierungen unter den ersten zehn (einschließlich Podium)
- Punkteränge: Anzahl der Platzierungen innerhalb der Punkteränge (einschließlich Podium und Top 10)
- Starts: Anzahl gelaufener Rennen in der jeweiligen Disziplin
- Staffel: inklusive Mixed- und Single-Mixed-Staffeln

| Platzierung              | Einzel | Sprint | Verfolgung | Massenstart | Staffel | Gesamt |
| ------------------------ | ------ | ------ | ---------- | ----------- | ------- | ------ |
| 1. Platz                 |        |        |            |             |         |        |
| 2. Platz                 |        |        |            |             |         |        |
| 3. Platz                 |        |        |            |             |         |        |
| Top 10                   |        |        |            |             | 13      | 13     |
| Punkteränge              | 5      | 11     | 9          | 1           | 19      | 45     |
| Starts                   | 16     | 43     | 20         | 1           | 19      | 99     |
| Stand: 31. Dezember 2021 |        |        |            |             |         |        |

### Olympische Winterspiele
Ergebnisse bei Olympischen Winterspielen:
|                                         | Einzelwettbewerbe | Einzelwettbewerbe | Einzelwettbewerbe | Einzelwettbewerbe | Staffelwettbewerbe | Staffelwettbewerbe |
| Sprint                                  | Verfolgung        | Einzel            | Massenstart       | Herrenstaffel     | Mixedstaffel       |                    |
| --------------------------------------- | ----------------- | ----------------- | ----------------- | ----------------- | ------------------ | ------------------ |
| Olympische Winterspiele 2014 \| Sotschi | 74.               | –                 | –                 | –                 | 11.                | –                  |